# گولر سابانجی
گولر سابانجی (به ترکی استانبولی: Güler Sabancı) (زاده ۱۹۵۵) کارآفرین، بازرگان و مدیر ارشد اجرایی ترکیه‌ای است، که در حال حاضر به‌عنوان رییس هیئت مدیره شرکت سابانجی هولدینگ فعالیت می‌کند. وی از اعضای ارشد خانواده سابانجی بشمار می‌آید.